# Adil Karrouchy
Adil Karrouchy (El Jadida, 23 november 1982), is een Marokkaanse voetballer die doorgaans als linksback speelt. Hij debuteerde in 2010 in het Marokkaans voetbalelftal.

## Erelijst
| Botola Pro                     | 3x | 2008/09, 2010/11, 2012/13 |
| Coupe du Trône                 | 2x | 2012/13, 2017             |
| FIFA Club World Cup (Finalist) | 1x | 2013                      |